# Europa Nostra-prisen
Europa Nostra-prisen er EU-Kommissionen og Europa Nostras Pris for Kulturarv, som hvert år uddeleles for at fremme Europas kulturarv. Prisen uddeles i form af pengebeløb, medaljer og diplomer
Europa Nostra er en europæisk samlingsorganisation for frivillige bevaringsforeninger, som blev stiftet 1963. Europa Nostra har også mange lokale kommuner, byer og personer som medlemmer. Organisationens formål er at fremme den arkitektoniske og landskabskulturelle arv, forbedre standarden indenfor by og landskabsplanlægning og at fremme kvaliteten indenfor det traditionelle bygningshåndværk.
Priserne gives både til renovering af gamle bygninger, der beholder deres oprindelige karakter, og til ombygning af gamle bygninger til nye formål. Priserne gives også til renovering og genskabelse af parker, haver og kulturlandskaber. Desuden belønnes nye projekter i fredede områder, hvis projekterne er i harmoni med de ældre omgivelser og udviser respekt for miljøet. Personer og grupper, som arbejder for at bevare den kulturelle arv, kan også komme i betragtning.

## Danske priser
- 1978 Copenhagen Admiral Hotel
- 1983 Selsø
- 1988 Kastelskirken
- 1987 Boderne[1]
- 1992 Sønderskov Hovedgård
- 1993 Koldinghus
- 1993 Kompagnihuset
- 1994 Clausholm Slot
- 1996 Abelines Gaard
- 1999 Christian VII's Palæ
- 2000 Kastellet
- 2002 Ærøskøbing
- 2006 Skovshoved tankstation og Paradehuset på Gisselfeld

Europa Nostras Prisprogram begyndte i 1978. Priserne, Medaljerne og Diplomerne gives til projekter, der på en væsentlig måde bidrager til bevaring og forskønnelse af Europas arkitektoniske og landskabskulturelle arv. De fem store priser er på hver 10.000 euro.
Det internationale dommerpanel består af bevarings- og landskabseksperter, arkitekter og kunsthistorikere.
Inden for kategorien Arkitektur gik to diplomer i 2006 til "Paradehuset", (slottets orangeri) opført i 1879 ved J.D. Herholdt i Gisselfelds slotspark, og til Skovshoved tankstation nord for København, som er tegnet af Arne Jacobsen.
Doña Pilar de Borbón, Spanien er præsident for Europa Nostra og Prins Joachim er protektor for Europa Nostra Danmark.